# Mesosetum cayennense
Mesosetum cayennense är en gräsart som beskrevs av Ernst Gottlieb von Steudel. Mesosetum cayennense ingår i släktet Mesosetum och familjen gräs. Inga underarter finns listade i Catalogue of Life.